# Distrito electoral de Antelope (condado de Jefferson, Nebraska)
Antelope (en inglés: Antelope Precinct) es un distrito electoral ubicado en el condado de Jefferson en el estado estadounidense de Nebraska. En el Censo de 2010 tenía una población de 162 habitantes y una densidad poblacional de 1,73 personas por km².

## Geografía
Antelope se encuentra ubicado en las coordenadas 40°2′14″N 97°13′1″O / 40.03722, -97.21694. Según la Oficina del Censo de los Estados Unidos, Antelope tiene una superficie total de 93.74 km², de la cual 93.49 km² corresponden a tierra firme y (0.27%) 0.25 km² es agua.

## Demografía
Según el censo de 2010, había 162 personas residiendo en Antelope. La densidad de población era de 1,73 hab./km². De los 162 habitantes, Antelope estaba compuesto por el 98.77% blancos y el 1.23% pertenecían a dos o más razas.